# Грбови рејона Новосибирске области
Грбови рејона Новосибирске области обухвата галерију грбова административних јединица руске области — Новосибирске области, са статусом градских округа и рејона, те њихове историјске грбове (уколико их има).
Већина грбова настала је након успостављања Руске Федерације и Новосибирске области, као њеног саставног субјекта.

## Грбови округа и рејона
- 1 — Грб рејона 
 Багански
- 2 — Грб рејона 
 Барабински
- 3 — Грб рејона 
 Болотнински
- 4 — Грб рејона 
 Венгеровски
- 5 — Грб рејона 
 Довољенски
- 6 — Грб рејона 
 Здвински
- 7 — Грб рејона 
 Искитимски
- 8 — Грб рејона 
 Карасушки
- 9 — Грб рејона 
 Каргатски
- 10 — Грб рејона 
 Коливански
- 11 — Грб рејона 
 Кочењовски
- 12 — Грб рејона 
 Кочковски
- 13 — Грб рејона 
 Краснозјорски
- 14 — Грб рејона 
 Кујбишевски
- 15 — Грб рејона 
 Купински
- 16 — Грб рејона 
 Киштовски
- 17 — Грб рејона 
 Масљанински
- 18 — Грб рејона 
 Мошковски
- 19 — Грб рејона 
 Новосибирски
- 20 — Грб рејона 
 Ордински
- 21 — Грб рејона 
 Сјеверни
- 22 — Грб рејона 
 Сузунски
- 23 — Грб рејона 
 Татарски
- 24 — Грб рејона 
 Тогучински
- 25 — Грб рејона 
 Убински
- 26 — Грб рејона 
 Уст-Таршки
- 27 — Грб рејона 
 Чановски
- 28 — Грб рејона 
 Черепановски
- 29 — Грб рејона 
 Чистоозјорни
- 30 — Грб рејона 
 Чулимски